# Kruhel (Białoruś)
Kruhel (biał. Кругель, Kruhiel; ros. Кругель, Krugiel) – wieś na Białorusi, w obwodzie brzeskim, w rejonie kamienieckim, w sielsowiecie Ratajczyce, nad Leśną.

## Historia
W dwudziestoleciu międzywojennym wieś i folwark leżące w Polsce, w województwie poleskim, w powiecie brzeskim, w gminie Ratajczyce. W 1921 wieś liczyła 95 mieszkańców, zamieszkałych w 17 budynkach, w tym 89 Białorusinów, 5 Polaków i 1 osobę innej narodowości. 90 mieszkańców było wyznania prawosławnego i 5 anabaptystycznego. Folwark liczył zaś 27 mieszkańców, zamieszkałych w 1 budynku, wyłącznie Polaków. 21 mieszkańców było wyznania rzymskokatolickiego i 6 prawosławnego.
Po II wojnie światowej w granicach Związku Sowieckiego. Od 1991 w niepodległej Białorusi.

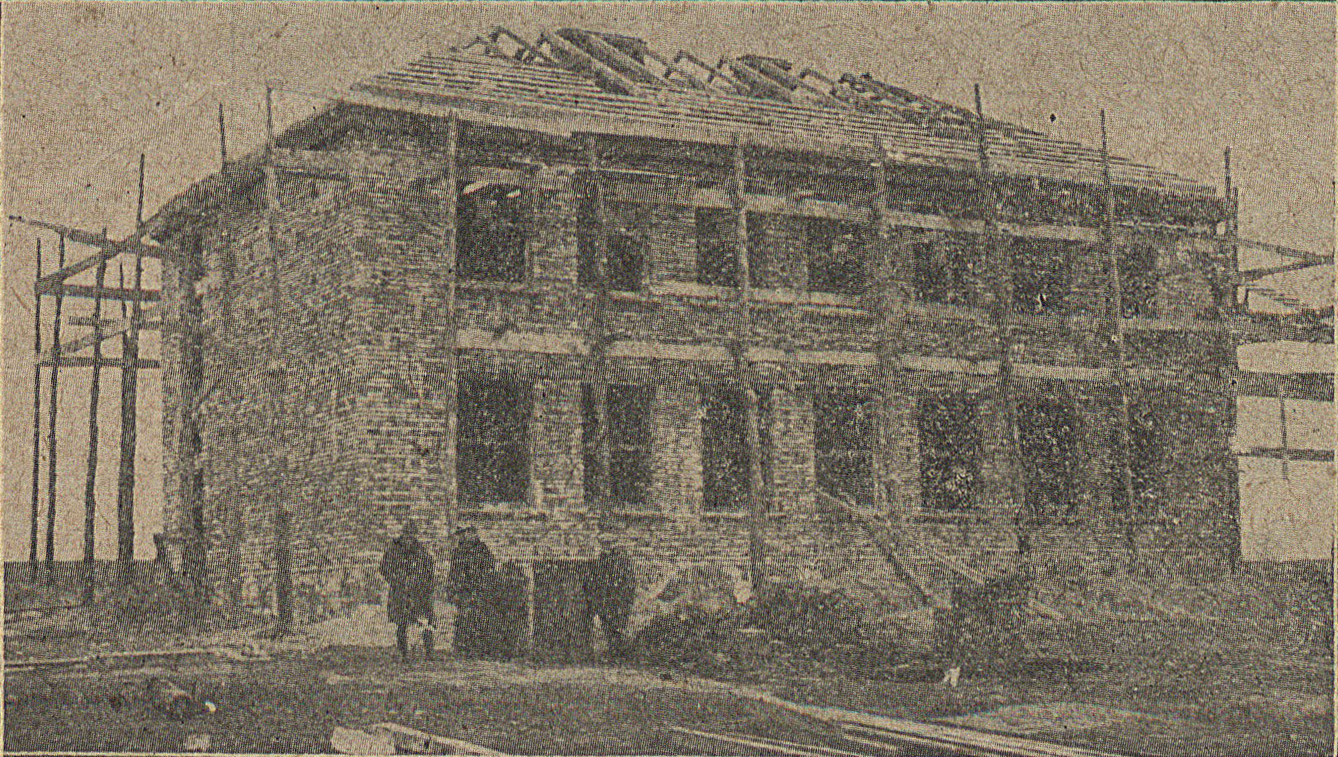
Szkoła w Kruhelu (1929)